# Яновець (Люблінське воєводство)
Яновець (пол. Janowiec) — село в Польщі, у гміні Яновець Пулавського повіту Люблінського воєводства.
Населення — 1026 осіб (2011).

## Демографія
Демографічна структура станом на 31 березня 2011 року:
|          | Загалом | Допрацездатний вік | Працездатний вік | Постпрацездатний вік |
| -------- | ------- | ------------------ | ---------------- | -------------------- |
| Чоловіки | 505     | 105                | 355              | 45                   |
| Жінки    | 521     | 94                 | 309              | 118                  |
| Разом    | 1026    | 199                | 664              | 163                  |